# Tarentola delalandii
El perenquén de Tenerife, perenquén de Delalande o salamandra (Tarentola delalandii Duméril & Bibron, 1836) es una especie de reptil escamoso perteneciente a la familia Phyllodactylidae, anteriormente incluido en Gekkonidae. Se trata de un pequeño geco insectívoro de hábitos nocturnos originario de la Macaronesia.

## Descripción
Es un lagarto de aspecto robusto. En libertad los machos alcanzan una longitud de 73 mm y las hembras de 63 mm. En cautividad alcanzan una longitud ligeramente mayor. La longitud máxima de un espécimen alcanzada hasta la fecha es de 84 mm. Su dorso es gris con bandas transversales oscuras poco destacadas seguidas de manchas claras. Su parte inferior es blancuzca o amarillenta. Su iris es amarillento o pardo dorado. Existen ligeras variaciones morfológicas en las poblaciones, pero ninguna constituye una subespecie.

## Distribución y hábitat
Es endémico del archipiélago de Canarias —España—, encontrándose en las islas de Tenerife, incluyendo los roques de Anaga y el roque de Garachico, y en La Palma.
Se encuentra preferentemente bajo piedras, en lugares rocosos, pero también se adapta a las construcciones humanas y plantaciones. Abundante en las zonas bajas entre el nivel del mar y los 500 m, es raro por encima de los 2300 m. No está presente en la laurisilva y es escaso en el pinar.

## Comportamiento
Se trata de una especie de hábitos preferentemente nocturnos.
Su reproducción es ovípara. La puesta se compone de 1-2 huevos en cada una hasta un máximo de 7 puestas por año, entre primavera y verano. La temperatura de incubación determina el sexo de los embriones.
Se alimenta de artrópodos, principalmente insectos, y sobre todo coleópteros. Su principal depredador es el cuervo, pero también es atacado por rapaces nocturnas como la lechuza o el búho chico, así como por gatos.

## Taxonomía
Fue descrita y publicada en 1836 por los zoólogos franceses André Marie Constant Duméril y Gabriel Bibron en el volumen 3 de su obra Erpetologie Générale ou Histoire Naturelle Complete des Reptiles.
La especie fue dedicada por los autores al naturalista francés Pierre Antoine Delalande, por haber sido el primero en enviar especímenes desde Tenerife al Museo Nacional de Historia Natural de Francia.

## Estado de conservación
Aunque la especie no se encuentra amenazada, estando catalogada como especie bajo preocupación menor en la Lista Roja de la UICN, se halla protegida al incluirse tanto en el Listado de Especies Silvestres en Régimen de Protección Especial y del Catálogo Español de Especies Amenazadas, como en el Catálogo Canario de Especies Protegidas bajo la categoría de régimen de protección especial.
Además se incluye en el Anexo IV de la Directiva Hábitats y en el Anejo II del Convenio relativo a la Conservación de la Vida Silvestre y del Medio Natural de Europa.

## Nombres comunes
En Tenerife se conoce popularmente como perenquén/perinquén, aunque también en determinadas zonas se le denomina chereque o guachinegro. En La Palma conviven la forma perenquén con los nombres salamandra, salamanca y rañosa.
A nivel divulgativo se le denomina como perenquén de Delalande o perenquén de Tenerife para diferenciarlo de las otras especies canarias.